# High Frequency Active Auroral Research Program

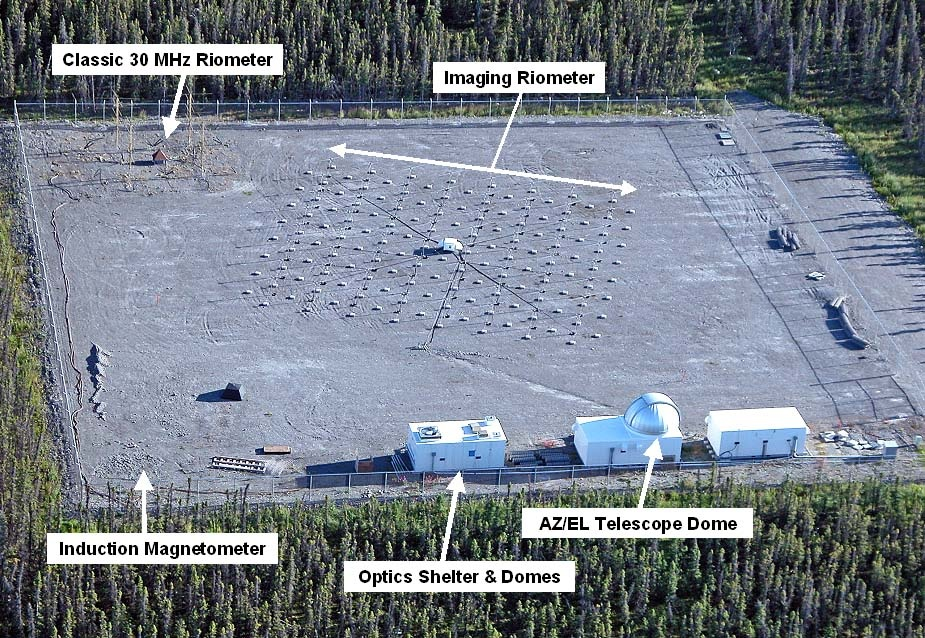
Vista aerea dell'impianto HAARP

La HAARP (acronimo di High Frequency Active Auroral Research Program) è un'installazione civile e militare situata negli Stati Uniti.
L'installazione si trova in Alaska, nei pressi di Gakona, a ovest del Parco nazionale Wrangell-Santo Elias, in una ex base della United States Air Force.

## Storia
Venne costruita nel 1993, a fini di ricerca scientifica sugli strati alti dell'atmosfera e della ionosfera, e sulle comunicazioni radio per uso militare.
L'impianto non è stato in attività da maggio 2013 per circa 28 mesi, a causa di alcuni problemi di costo di gestione, dell'abbandono da parte del sistema militare e del costo di riadattamento dei vecchi gruppi elettrogeni Diesel in base alle nuove normative ecologiche.
La riapertura è avvenuta in data 3 settembre 2015, passando alla gestione della University of Alaska Fairbanks e a noleggio e collaborazioni aperte per coprirne le spese.
Si è trovato ed è tuttora al centro di diverse teorie del complotto, ad esempio “la palla di fuoco” avvistata nel Mar Nero dopo il terremoto del 1999 a Istanbul, periodo in cui il centro era in attività.

## Struttura

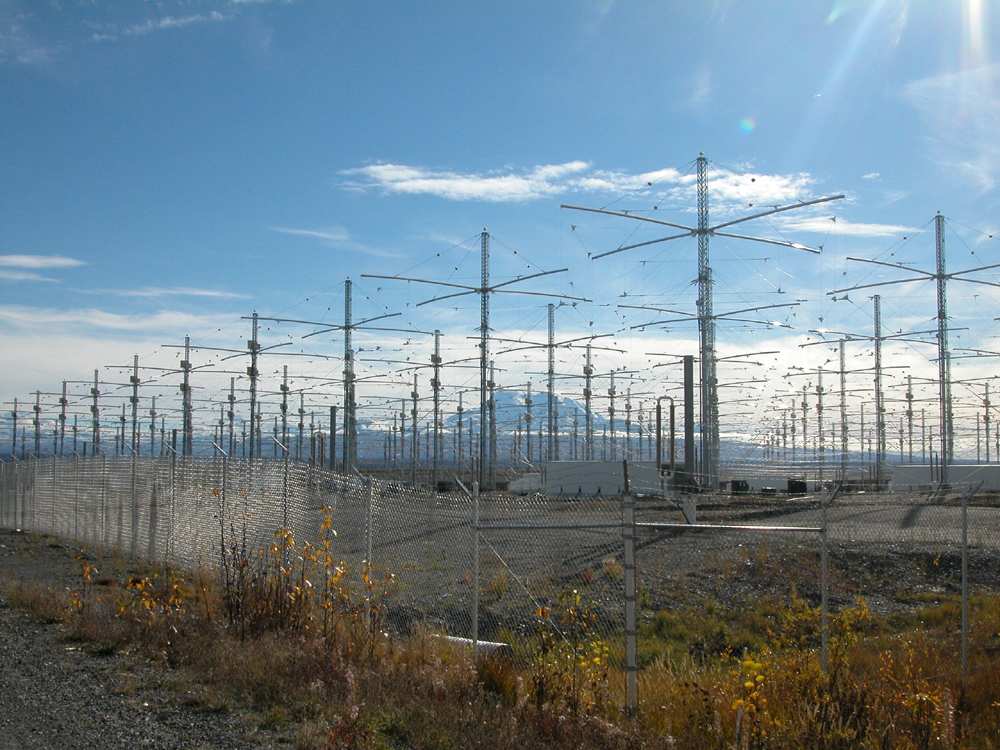
Le antenne dell'installazione

L'impianto HAARP è costituito da un trasmettitore capace di trasmettere onde elettromagnetiche sulle onde corte da 2,8 a 10 MHz con una potenza di 960 kW. La potenza irradiata efficace (ERP) è di 87 dBW (corrispondendo a 500 MW); questo vale però solo per la frequenza di 10 MHz. Due frequenze spesso usate sono 3,39 e 6,99 MHz.
L'impianto HAARP è stato costruito in tre fasi distinte:
- Il prototipo DP aveva 18 antenne, organizzate in tre colonne da sei file, con una potenza trasmittente di 360 kW.
- L'impianto FDP successivo ha attualmente 48 antenne, ordinate in sei colonne da otto file.
- L'impianto finale è il FIRI che dal 2007 è composto da 180 antenne, disposte in 15 colonne da 12 file, con una potenza trasmittente di 3600 kW.

Ciascuna antenna corrisponde a un dipolo a croce, che può essere polarizzato in modo lineare o circolare per la trasmissione e la ricezione.
La struttura è stata costruita modificando una precedente installazione radar esistente in zona.

## Attività

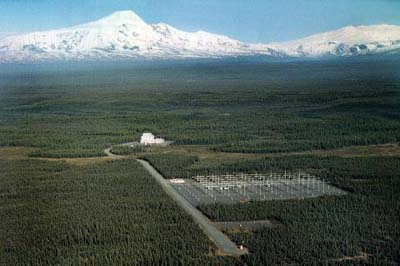
Vista complessiva dell'impianto. Sullo sfondo il Monte Sanford (Alaska)

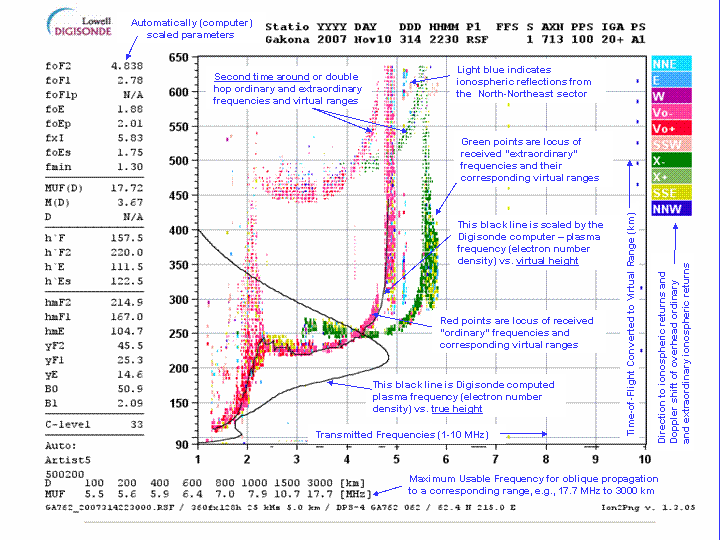
Questo ionogramma, cioè un diagramma tempo/frequenza della riflessione ionosferica, mostra un marcato livello F con una ionizzazione di picco a circa 220 km. Vi è anche un meno ovvio livello E a circa 110 km. Il diagramma mostra come il segnale di sonda digitale si divide in onde riflesse ordinarie (in rosso) e straordinarie (in verde). Lo ionogramma ed il parametro FoF2 nella lista sul lato sinistro del diagramma mostrano che la più alta frequenza che verrà riflessa dalla ionosfera con incidenza verticale (onda radio perpendicolare al terreno) è di 4,8 MHz

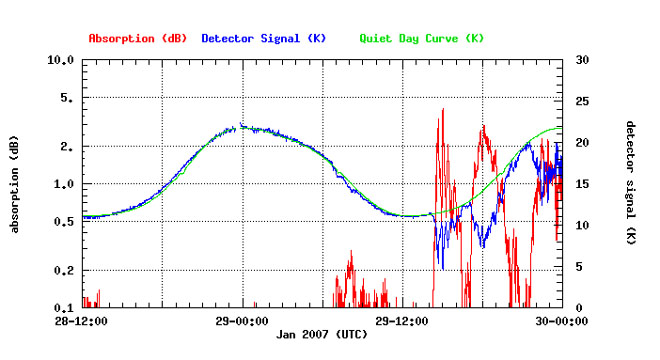
Un grafico ottenuto con un riometro (relative ionospheric opacity meter, cioè misuratore di opacità ionosferica relativa) nel corso di un periodo di dodici ore. Il grafico mostra un aumento dell'assorbimento ionosferico (linea rossa) che provoca una perturbazione del segnale di rilevamento (linea blu) confrontato con il segnale di un giorno non perturbato (linea verde)

L'impianto HAARP è in grado di inviare onde radio nella ionosfera. Le onde, colpendo la ionosfera, la riscaldano causando delle leggere perturbazioni, simili a quelle provocate dalla radiazione solare, ma notevolmente più deboli. Lo scopo è quello di studiare in che modo queste perturbazioni influiscono sulle comunicazioni a breve e a lunga distanza. La maggior parte delle ricerche svolte utilizzando gli impianti sono di dominio pubblico, così come lo è lo studio di impatto ambientale effettuato sulla struttura da una serie di enti indipendenti. Una piccola parte delle ricerche sono di interesse militare e di queste i risultati non vengono pubblicati. Queste ricerche riguardano le comunicazioni radio a lunga distanza e le comunicazioni con i sottomarini, per le quali l'uso di onde radio riflesse dalla ionosfera sembra mostrare notevoli potenzialità.
La ricerca di base effettuata utilizzando HAARP riguarda lo studio dei fenomeni naturali derivanti dall'interazione delle radiazioni solari e delle onde radio con la ionosfera. La ricerca applicata riguarda l'utilizzo degli effetti prodotti sulla ionosfera in ambito tecnologico, in particolare nel campo delle telecomunicazioni.
La collocazione dell'impianto è ottimale perché offre una ampia varietà di condizioni ionosferiche da studiare. Il sito offre anche una locazione elettromagnetica tranquilla in quanto non vi sono intorno sorgenti di rumore quali possono essere prodotte da città o insediamenti industriali vicini. Il controllo è effettuato dalla strumentazione passiva in via continuativa, e i dati raccolti vengono elaborati e messi a disposizione attraverso diagrammi sul sito web ufficiale; l'emissione in alta frequenza invece viene effettuata nell'ambito di campagne interattive di studio condotte da gruppi di ricerca.
Viene utilizzato per la ricerca sia da Università (pubbliche e private) e agenzie governative sia da aziende commerciali interessate alle nuove tecnologie nell'ambito delle telecomunicazioni. Periodicamente, visto il grande interesse generato intorno alla struttura, viene consentito l'accesso al pubblico per visitare le strutture.
Nel maggio 2013 l'impianto ha cessato ogni attività ed è stato chiuso. La causa della chiusura è la mancanza dei fondi necessari per coprire gli alti costi di gestione dell'impianto, pari a circa 300 000 dollari al mese; inoltre, i generatori diesel che alimentavano il complesso non rispettavano il Clean Air Act (la normativa statunitense del 2011 contro l'inquinamento), e adeguarli sarebbe risultato troppo costoso.
Dopo circa due anni di inattività forzata, a metà agosto 2015, il generale dell'U.S. Air Force Tom Masiello ha stretto un accordo con Brian Rogers e Bob McCoy, dell’UAF (University of Alaska Fairbanks), siglando il passaggio definitivo di HAARP dalle mani dei militari a quelle dell’Istituto di Geofisica.
Al contrario dei precedenti gestori, piuttosto restii a condividere con il pubblico l’esatta natura delle loro ricerche, Bill Bristow sembra volersi impegnare anche nella divulgazione: il 10 marzo ha tenuto una conferenza pubblica per spiegare esattamente che genere di ricerca vi viene svolta, e perché è importante che la struttura continui a vivere.

## La teoria del complotto
Alcune teorie del complotto, prive di riscontri oggettivi e smentite dalla comunità scientifica, descrivono HAARP come un progetto volto a perseguire scopi occulti, che andrebbero dalla realizzazione di un'ipotetica arma elettromagnetica per creare terremoti fino al controllo del clima. Tali speculazioni pseudoscientifiche sono per lo più legate alla teoria del complotto sulle scie chimiche, aventi tutte un denominatore comune nelle teorie cospirazionistiche di David Icke e dei suoi sostenitori.
La maggior parte di queste teorie è in netto contrasto con le leggi della fisica, e anche nei casi in cui ci sia un minimo di plausibilità, i fenomeni descritti richiederebbero potenze migliaia o milioni di volte superiori a quelle che HAARP sviluppa (o anche a quelle che potrebbe teoricamente sviluppare). Con un semplice calcolo, è possibile stimare la densità di potenza (la potenza in ogni singolo punto) massima dei segnali emessi dall'impianto. Per esempio, a 100 km di quota (nella ionosfera) utilizzando tutte le 180 antenne dell'impianto si avrà un'area colpita di (100*100)/180=55 km² (ogni antenna colpirà un'area pari al quadrato della distanza, e 180 antenne produrranno un raggio 180 volte più stretto e 180 volte più potente di una singola antenna). La potenza massima sviluppata dall'impianto è di 3,6 MW (3,6 milioni di watt), che divisa per l'area colpita (55 km²), dà la potenza irrisoria di 0,07 watt per metro quadro. Inoltre, considerando il guadagno delle antenne (31 dB), la potenza si riduce ulteriormente a 0,03 watt per metro quadro, all'incirca uguale a quella di un telefono cellulare tenuto ad un metro di distanza. Il raggio, una volta riflesso dalla ionosfera, si disperde in un'area di decine di migliaia di chilometri quadrati, quindi la densità di potenza della radiazione elettromagnetica che arriva al suolo è dell'ordine dei milionesimi di watt per metro quadro, inferiore a quella di qualunque elettrodomestico. Quindi, anche se fosse possibile influenzare il clima o la geologia con le onde elettromagnetiche (e finora non è stato trovato né ipotizzato alcun meccanismo che permetta di farlo), la potenza generabile da HAARP non sarebbe comunque sufficiente.

L'astrofisico Gianni Comoretto fa notare che: 
L'impianto HAARP inoltre, viene regolarmente controllato nell'ambito del monitoraggio della conformità ambientale delle infrastrutture federali (Environmental Compliance at Federal Facilities) effettuato dalla United States Environmental Protection Agency.
Bernard Eastlund (1938 - 2007), noto fisico statunitense, era uno dei proprietari del brevetto (US Patent #4,686,605) che è erroneamente associato allo sviluppo dell'HAARP.
Specificamente, il brevetto (molto scarno e privo dei dettagli necessari per capire se l'idea possa funzionare) propone l'utilizzo di apparecchiature a onde corte per spingere parti della ionosfera a quote più alte, creando una sorta di “scudo” in grado di abbattere missili o satelliti nemici. Tale sistema tuttavia non può in alcun modo essere associato ad HAARP, stante che fa riferimento a densità di potenza almeno 100 000 volte maggiori di quelle prodotte da HAARP, e per ottenere una simile potenza servirebbe la potenza di diverse centinaia di grosse centrali elettriche.

### La teoria del complotto e il dibattito politico

#### Unione europea
In una relazione di iniziativa adottata dalla Commissione per gli affari esteri, la sicurezza e la politica di difesa del Parlamento europeo il 23 settembre 1998 e contenente una proposta di risoluzione (mai effettivamente adottata dal parlamento) vengono ripresi alcuni dei temi di tali teorie del complotto; nella relazione viene infatti affermato che «malgrado le convenzioni esistenti, la ricerca militare si applica attualmente alla manipolazione dell'ambiente come arma, come è il caso ad esempio del sistema HAARP». Nella medesima relazione la suddetta Commissione «reputa che il sistema HAARP (High Frequency Active Auroral Research Project) sia da considerarsi, a causa del notevole impatto sull'ambiente, una questione mondiale ed esige che le sue conseguenze giuridiche, ecologiche ed etiche vengano analizzate da un organismo internazionale indipendente prima di ogni nuova ricerca e di qualsiasi esperimento» e «chiede al gruppo di esperti per la valutazione delle opzioni scientifiche e tecnologiche (STOA) di accettare di esaminare le prove scientifiche e tecniche fornite in base ai risultati esistenti della ricerca sull'HAARP onde valutare la natura esatta e il livello di rischio posto dall'HAARP per l'ambiente locale e globale e la salute pubblica in generale».

#### Russia
L'8 agosto 2002, 90 parlamentari della Duma di Mosca firmarono un appello diretto all'ONU in cui chiedevano la messa al bando degli esperimenti elettromagnetici portati avanti dall'HAARP. Un mese più tardi altri 130 deputati russi avevano sottoscritto l'appello. I parlamentari accusarono gli Stati Uniti di stare creando attraverso l'HAARP «nuove armi geofisiche integrali», capaci di influenzare gli elementi naturali con onde radio ad alta frequenza.

#### Ucraina e Germania
Il 15 gennaio 2003 il sito della Pravda pubblicò un articolo scritto dal deputato ucraino Yuri Solomatin, il quale esprimeva forti preoccupazioni per gli esperimenti condotti in Alaska dal governo degli Stati Uniti, sostenendo che le antenne dell'HAARP potessero essere il prototipo di una «arma geofisica» capace di condizionare i mutamenti climatici, e che la recente intensificazione dei disastri ambientali correlati al clima fosse dovuta agli esperimenti dell'impianto HAARP.
Nello stesso anno anche due giornalisti tedeschi, Grazyna Fosar e Franz Bludorf, hanno affermato che le anomale inondazioni avvenute l'anno precedente in Europa centrale erano sembrate «troppo disastrose», e che potessero essere effetto degli esperimenti legati all'HAARP.

#### Italia
Il 2 febbraio 2011 il deputato Domenico Scilipoti in un'interrogazione scritta al governo ha fatto riferimento al progetto HAARP chiedendo spiegazioni al riguardo. L'interrogazione, citando la relazione di iniziativa della Commissione del parlamento europeo indicata nel precedente paragrafo, sosteneva che «le operazioni di aerosol, comunemente chiamate scie chimiche, finiscono per determinare, ad avviso dell'interrogante, una lesione di diritti sanciti dalla Costituzione».
Nell'interrogazione non è esplicitato quale sarebbe stata la supposta relazione tra le emanazioni radioelettriche dell'installazione HAARP e le presunte "scie chimiche", a loro volta concetto privo di alcun riscontro scientifico.

#### Stati Uniti d'America
Dopo la pubblicazione del libro Angels Don't Play This HAARP nel 1996 il parlamento dell'Alaska convocò una commissione che venne ascoltata sui presunti rischi ambientali dovuti all'impianto.
Nel 2009 Jesse Ventura, ex governatore del Minnesota e sostenitore di diverse teorie del complotto, ha accusato il governo degli Stati Uniti di utilizzare l'impianto HAARP per manipolare il tempo atmosferico e per bombardare la gente con onde radio per il controllo della mente.

## Impianti simili
Impianti simili a quello dell'HAARP sono situati in:
- Norvegia: progetto europeo EISCAT (potenza 1000 MW ERP)
- Stati Uniti: HIPAS, vicino a Fairbanks (Alaska)
- Porto Rico: Arecibo Observatory
- Russia: progetto SURA, vicino a Nižnij Novgorod (potenza 190 MW ERP)